# Frederick Zimmermann
Frederick Zimmermann (* 18. Mai 1906 in New York City; † 3. August 1967 in Ohlstadt) war ein US-amerikanischer Kontrabassist und Musikpädagoge.

## Leben und Wirken
Zimmermann war Schüler des Kontrabassisten der New Yorker Philharmonikers und Lehrers am Institute of Musical Art (später Juilliard School of Music), Herman Reinshagen. Er studierte außerdem Musiktheorie bei Felix Deyo und Ruggiero Vene.
Von 1930 bis 1966 war er Mitglied der New Yorker Philharmoniker, wo er 1932 als Solist debütierte und lange Zeit Erster Bassist war. 1935 wurde er Nachfolger von Reinshagen als Lehrer an der Juilliard School. Er unterrichtete weiterhin an der Columbia University, der Manhattan School of Music, dem Mannes College of Music, der New York University, der Hartt School of Music in Hartford, Connecticut, und der New School of Music in Philadelphia.
Zu seinen zahlreichen Schülern zählten die klassischen Bassisten Joseph Guastafeste, Orin O’Brien, Donald Palma, Robert Gladstone, David Walter, Linda McKnight, Alvin Brehm, Stuart Sankey, Frank Proto, Ron Naspo und Lucas Drew und die Jazzbassisten Henry Grimes, Barre Phillips, Eddie Gomez, Oene van Geel und Red Mitchell.
Zimmermann verfasste zahlreiche Transkriptionen von Kompositionen des 14. bis 20. Jahrhunderts für den Kontrabass. 1966 veröffentlichte er das Lehrbuch A Contemporary Concept of Bowing Technique for the Double Bass. Daneben war Zimmermann als Maler aktiv. Er studierte bei George Grosz bei der Art Students’ League und hatte drei eigene Ausstellungen.